# Myrmarachne lurida
Myrmarachne lurida är en spindelart som först beskrevs av Simon 1885.  Myrmarachne lurida ingår i släktet Myrmarachne och familjen hoppspindlar. Inga underarter finns listade i Catalogue of Life.